# Radnóti Zsuzsa
Radnóti Zsuzsa (Budapest, 1938. február 12. –) Kossuth- és Jászai Mari-díjas magyar dramaturg, a Vígszínház egykori dramaturgiai vezetője és a Magyar Színházi Társaság Dramaturgok Céhének volt elnöke, érdemes művész. Örkény István (1912–1979) Kossuth-díjas író özvegye.

## Életpályája
Szülei Radnóti István (1904–1962) és Poór Etelka (1905–1994) voltak. 1958–1963 között végezte el az ELTE BTK magyar–német szakát. 1963-ban dramaturgként került a Vígszínházhoz, majd a Dramaturgia vezetője lett. 2009-ben megvált a színháztól, azóta vendégdramaturgként jár vissza. 
Színházi munkássága középpontjában a kortárs magyar dráma áll. A Zalaegerszegi Színházból indult Nyílt Fórumnak, a mai magyar dráma évenként megrendezendő tanácskozásának egyik alapítója és szervezője volt. (A rendezvény 2001 nyara óta a Pécsi Színházi Találkozó keretein belül működött, majd 2016-ban új szervezeti formában alakult át.) A Pécsi Nyílt Fórum és a Petőfi Irodalmi Múzeum felolvasó-színházi estéinek egyik szervezője és dramaturgja volt.
Tanított az ELTE Irodalomtörténeti Intézetében Irodalom és adaptáció címen kortárs magyar drámát. Vendégtanár a Színház- és Filmművészeti Egyetemen és a Károli Gáspár Református Egyetemen, kortárs magyar drámatörténetet és gyakorlati dramaturgiát ad elő. Társ-tanár volt a Spiró György vezette Vígszínházi Drámaíró Iskolában. Meghívott előadóként adott órákat a Veszprémi Pannon Egyetemen.
A Digitális Irodalmi Akadémia Spiró György-szakértője 1998-tól, és Örkény István-szakértője 2014-től.
2019-ben megalapította a Kortárs Magyar Dráma-díjat, amelyet minden év februárjában adnak át.

## Munkássága
Nagy szerepe volt a fiatal magyar dráma 1970-es évekbeli kibontakozásában. Férje halála óta gondozza hagyatékát és az életművét. Kortárs magyar drámával foglalkozik. A színházi élet szervezésében is tevékeny részt vállalt.

## Magánélete
1965-ben kötött házasságot Örkény István (1912–1979) íróval.

## Dramaturgiai munkái

### Prózai színművek
- Szakonyi Károly: Adáshiba
- Örkény István: Macskajáték; Pisti a vérzivatarban
- Bereményi Géza: Légköbméter
- Csurka István: Eredeti helyszín; Házmestersirató
- Örkény István – Nemeskürty István: A holtak hallgatása
- Weöres Sándor: Kétfejű fenevad
- Nádas Péter: Találkozás
- Esterházy Péter: Búcsúszimfónia; Rubens és a nemeuklideszi asszonyok
- Márton László: A nagyratörő; Az állhatatlan; A törött nádszál
- Spiró György: Elsötétítés; Príma környék; Kvartett
- Borbély Szilárd: Az olaszliszkai
- Márai Sándor: Hallgatni akartam (a regény monodráma-változata)
- Esterházy Péter: Mercedes Benz (felolvasószínházi bemutató)

### Zenés színművek
- Déry Tibor – Pós Sándor – Presser Gábor – Adamis Anna: Képzelt riport egy amerikai popfesztiválról
- Sarkadi Imre – Ivánka Csaba – Szörényi Levente – Bródy János: Kőműves Kelemen
- Horváth Péter – Presser Gábor – Sztevanovity Dusán: A padlás
- Fejes Endre – Presser Gábor: Jó estét nyár, jó estét szerelem
- Spiró György – Másik János: Ahogy tesszük
- Békés Pál – Geszti Péter – Dés László: A dzsungel könyve
- Dés László – Geszti Péter – Grecsó Krisztián: A Pál utcai fiúk (Molnár Ferenc azonos című regénye nyomán)

## Filmdramaturgiai munkái
- In memoriam Ö.I. (magyar portréfilm, 1983) – dramaturg [6]
- Fekete Péter (operettfilm, 1993) – dramaturg[7]

## Művei

### Önálló kötetek
- Cselekvésnosztalgia. Drámaírók színház nélkül. Bp., 1985, Magvető
- Mellékszereplők kora. Magyar drámák a nyolcvanas években. Bp., 1991, Széphalom
- A próféta színháza. Füst Milán drámáiról. Pécs, 1993, Jelenkor
- Lázadó dramaturgiák. A 20/21. századi modern magyar drámairodalomról; Drámaíró-portrék. Bp., 2003, Palatinus
- Megmozdult irodalom. Válogatás Radnóti Zsuzsa írásaiból és közéleti megszólalásaiból; összeáll., szerk. Légrádi Gergely; Kossuth, Budapest, 2021

### Nem önálló kötetben szereplő tanulmányok
- Chagall a Vitkovics Mihály utcában. Utószó Kornis Mihály: Ki vagy te című drámakötetéhez, Magvető, 1986
- Átváltozások. Utószó az Átváltozások című drámaantológiához, Magvető, 1987
- Magányra ítélve. Utószó Tolnai Ottó: Végel(ő)adás című drámakötetéhez. Bp. 1996. Neoprológus
- Pro és kontra a magyar drámáról. Alföld, 1997/2.
- „Színházilag gondolkodni”. Fodor Géza új kötetéről. Élet és Irodalom, 1998. nov. 20.
- Az ősbemutató felelőssége. Háy János drámáiról. Kritika, 2005/2.
- A befogadottak. A kilencvenes évtized drámaírói. Kritika, 2000/5.
- A magyar posztdramatikusok; Az irodalmi drámától a színpadi szövegig. Irodalomtörténet, 2005/3.
- Újrealizmus és kortárs magyar dráma. Hamvai Kornél drámakötetéről. Jelenkor, 2006/6.
- Évadkörkép. Napút, 2007/7.
- Országok, városok, világok pusztulása. Utószó Spiró György: Drámák. Átiratok I. című kötetéhez. Bp. 2008. Scolar
- Tetűetüd és Lágeroperett. Jelenkor, 2009/6.
- Apokalipszis holnap. Színház, 2010/2.
- A Háy-saga. Hajónapló, 2010/4.
- A drámai fordulat. Napút, 2011. április
- A titokzatos Borbély Szilárd-drámák. Jelenkor, 2013. június
- A pesti magyar komédia és Székely Csaba trilógiája. Jelenkor, 2014. június
- Borbély Szilárd emberi és írói szenvedéstörténete. Jelenkor, 2015. június
- Esterházy Péter nemeuklideszi drámái. In.: A megrendülés segédigéi. Budapest, 2016. Noran Libro
- Esterházy Péter drámáiról, első sorban történelmi revüjéről, a Mercedes Benzről (Székfoglaló előadás a Széchényi Irodalmi és Művészeti Akadémián), 2016, (A mellőzött drámaírói életmű címen, bővített, átdolgozott változat, Jelenkor, 2017 június ).
- A történelem színháza Közép- Európában (Visky András drámáiról), in.:Mellékzörej (Károli Gáspár Református Egyetem – L’Harmattan Kiadó – Koinónia, Budapest-Kolozsvár, 2017)

### Szakmapolitikai publicisztikák
- Alföldi Róbert színháza (Népszabadság, Hétvége 2010. július 10.)
- A kollektív felejtés ellen (Népszabadság Hétvége, 2014. június 7.) Alföldi Róbert nem meghosszabbított igazgatói kinevezéséről, és az erről készült Salamon András-filmről
- Utazás az éjszaka mélyére (Népszabadság, 2011. november 19.). Dörner György kinevezéséről az Új Színház élére
- A Trafó-szindróma (Népszabadság, Hétvége, 2012. szeptember 1.) A Trafó vezetőváltása körüli anomáliákról
- Amikor belobban a mű körül a levegő (Népszabadság, 2013. szeptember 14.) Interjú az Alföldi Róbert István a király-rendezése körül kirobbant politikai hecckampányról, kérdező: Szemere Katalin
- Egy álságos döntéssorozat anatómiája (Népszabadság, 2013. december 13.) A 2013-as színházigazgatói pályázatok problematikusságáról
- Hatalom – Művészet 9–0 (Népszabadság, 2016. április 6.). A Dunaújvárosi Színház igazgatói pályázatának szabálytalanságairól

### Kötetszerkesztések
- Dinamit. Fiatal drámaírók antológiája. Bp. 1983. Magvető
- Átváltozások. Kortárs drámák antológiája. Utószó, Átváltozások címen Bp. 1987. Magvető
- Békés Pál: A női partőrség szeme láttára. Három komédia. Bp. 1992. Prológus
- Nyílt Fórum Füzetek. Fiatal drámaírók antológiája. Közös szerkesztés, minden évben, 1992–2015 között.
- Tolnai Ottó: Végel(ő)adás. Válogatott drámák. Bp. 1996. Neoprológus
- Beszélgetések Szabó István filmrendezővel. Bp. 1995. Pesti Szalon
- Harmincból öt. Örkény-ösztöndíjas drámaírók antológiája 1998–2003. Bp. 2003. NKÖM
- Szabálytalan portrék Várkonyi Zoltán Vígszínházából. 110 éves a Vígszínház; szerk. Kővári Orsolya, Radnóti Zsuzsa; Vígszínház, Bp., 2006
- Színház és diktatúra a 20. században (Társszerkesztés Lengyel Györggyel, és az Epilógus 2. fejezet írója: A hetvenes–nyolcvanas évtized). Corvina, 2011
- Lázár Egon: Visszapillantó. (Színházi évtizedek) Corvina, 2014 (társszerkesztés Deres Péterrel)
- Lázár Egon: Ráadás, Corvina, 2017

## Díjai, elismerései
- Bálint Lajos-vándorgyűrű (1977)
- Jászai Mari-díj (1980)
- Roboz Imre-díj (1996)
- A Magyar Köztársasági Érdemrend kiskeresztje (1996)
- Harsányi Zsolt-díj (1999, 2017)
- Pro Cultura Urbis-díj (2002)
- Érdemes művész (2003)
- Hevesi Sándor-díj (2009)
- Krisztina-díj (2013)
- Széchenyi Irodalmi és Művészeti Akadémia rendes tagja (2013)
- Színikritikusok Díja – Életműdíj (2017)
- Kossuth-díj (2017)
- Hazám-díj (2019)[8]
- Art is Business-díj (2019)[9]
- Budapest II. kerület díszpolgára (2021)[10]